# Liste der Universitäten in Washington, D.C.
Liste von Universitäten und Colleges in Washington, D.C.

## Bundeshochschulen
- National Defense University
  - National War College
- National Intelligence University
- University of the District of Columbia
- Graduate School, USDA

## Private Hochschulen
- American University
- Catholic University of America
- Corcoran College of Art and Design
- Gallaudet University
- George Washington University
- Georgetown University
- Howard University
- The Institute of World Politics
- Southeastern University
- Strayer University
- Trinity Washington University
- Wesley Theological Seminary